# Walter Gropius
Walter Gropius (18. května 1883 Berlín, Německo – 5. července 1969 Boston (Massachusetts), USA) byl německý architekt, zakladatel a první ředitel Bauhausu, proslulého epicentra modernistické a avantgardní architektury v meziválečné éře.

## Život a dílo
Walter Gropius se narodil 18. května 1883 jako třetí syn architekta, pracujícího ve státních službách. V letech 1903–1905 studoval obor architektury na Technické univerzitě v Mnichově. V letech 1904 a 1905 absolvoval vojenskou službu, a poté do roku 1907 pokračoval ve svých studiích v Berlíně-Charlottenburgu. Dva roky následně věnoval cestě a pobytu ve Španělsku. V roce 1907 nastoupil jako 1. asistent v ateliéru Petra Behrense, kde se jeho spolupracovníky stali Ludwig Mies van der Rohe a Dietrich Marcks, dále se však věnoval cestám po Anglii a Rakousku. V roce 1910 odešel z Behrensovy firmy, a spolupracoval až do roku 1923 s dalším kolegou – Adolfem Meyerem – v Berlíně, kde založili vlastní projekční kancelář.

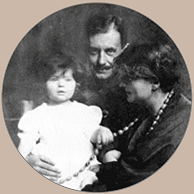
Manon Gropius se svými rodiči, Almou Mahler-Werfel a Walterem Gropiem, (1918)

Již v počátku své samostatné tvorby vytvořil Gropius významnou teoretickou práci, a to promyšlený program industrializace stavebnictví. Jedna z prvních prací, která byla realizována 1911–1916, je továrna na kopyta zvaná Faguswerk v Alfeldu nedaleko Hannoveru, která se stala zásadní v historii architektury jako první důsledná moderní stavba. 1913 získal Zlatou medaili na Světové výstavě v Ženevě. Další práce představil spolu s Adolfem Meyerem na výstavě Werkbundu v Kolíně nad Rýnem (1914). Jeho činnost byla přerušena roku 1914, kdy odešel jako záložník do války. Po jejím skončení se vrátil a stal se vůdčí osobností Arbeitsrat für Kunst. V roce 1915 se oženil se svou dlouholetou milenkou a vdovou po skladateli Gustavu Mahlerovi Almou Mahlerovou.

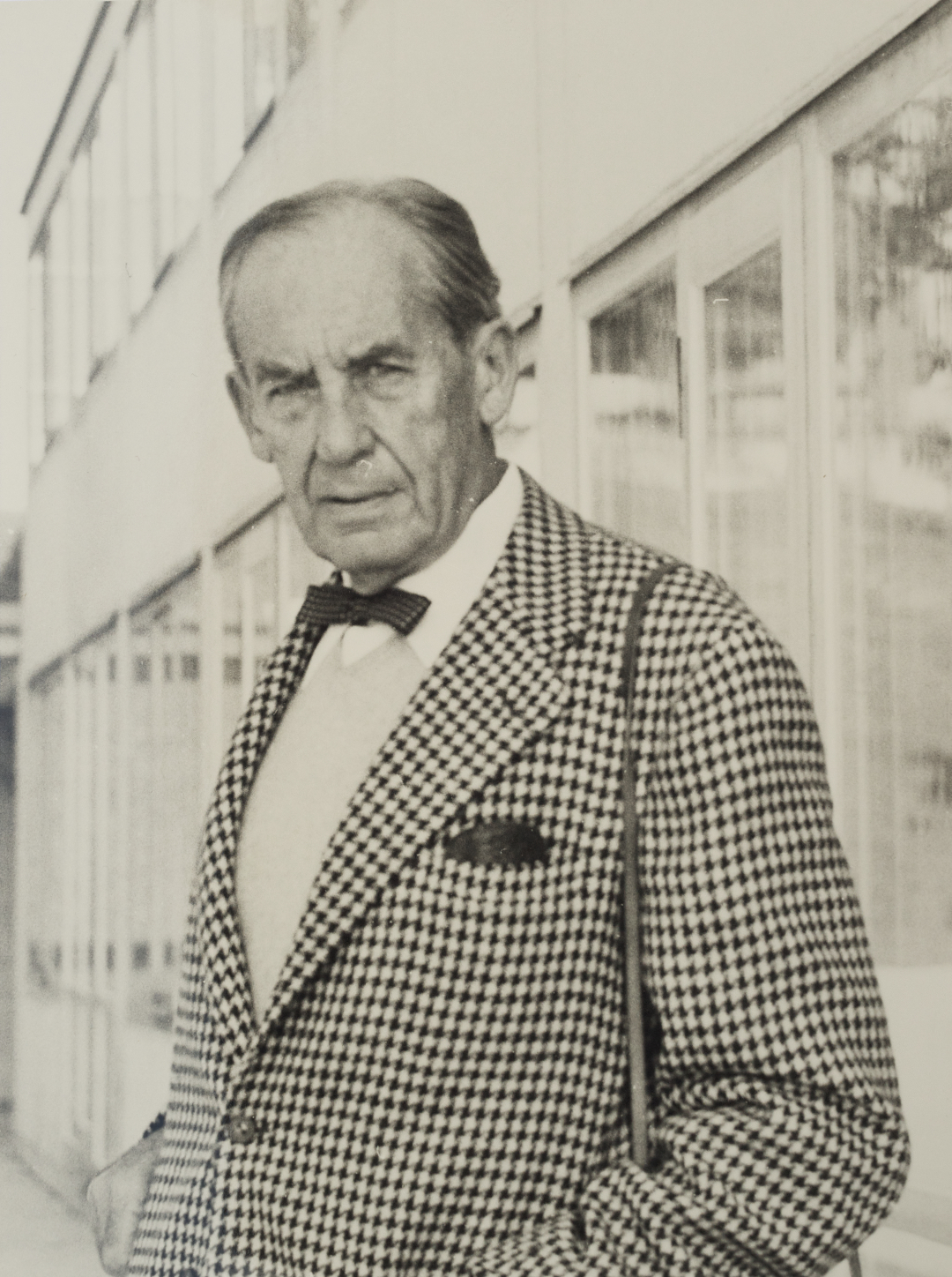
Walter Gropius na terase HfG v Ulmu 1. října 1955 během slavnostního otevření budovy, foto: Hans G. Conrad

Roku 1919 se stal ředitelem Bauhausu ve Výmaru, který nahradil předešlou Vysokou školu výtvarných umění a Uměleckoprůmyslovou školu (založené 1902 Henrym van de Veldem a 1915 rozpuštěné). Program školy byl vyhlášen Gropiovým Manifestem (1919), který byl posléze vydán s dřevořezem Lyonela Feiningera pod názvem Katedrála socialismu.
S Adolfem Meyerem odeslal na mezinárodní soutěž, jako jeden z mála, velice moderní návrh na výškovou budovu Chicago Tribune v Chicagu (1922), nebyl však ani odměněn.
V roce 1924 se Bauhaus pod tlakem pravičáků a konzervativců musel přestěhovat z Výmaru do Desavy, kde měl Gropius (po odchodu některých z učitelů) možnost výuku směřovat více moderně. Zde také v letech 1925–1926 staví novou budovu školy, tři dvojdomky učitelů a svou vlastní vilu, zcela v duchu funkcionalismu. Všechny tyto stavby v Desavě jsou od roku 1996 součástí světového kulturního dědictví UNESCO pod názvem „Bauhaus a jeho stavby ve Výmaru, Desavě a Bernau bei Berlin“.
Ve své práci Stavebnice (1923), obnovil téma prefabrikace a typizace prvků, a využil jej v první etapě stavby sídliště Törten u Desavy (1926–1928). Vytvořil nový urbanistický koncept tzv. řádkové zástavby – domy byly stavěny rovnoběžně a hlavní silnice k nim byla napojena kolmo, čímž je chránil před hlukem a smogem. Uplatnil jej například při výstavbě sídliště Dammerstock u Karlsruhe v letech 1927–1928. Od roku 1927 rozvíjel projekt Totálního divadla, a stavěl rodinný dům na sídlišti Weissenhof ve Stuttgartu.
Kvůli neustálým útokům proti své osobě a náročné organizační práci Gropius odešel ze školy (1928), a nadále se věnoval své vlastní práci jako samostatný architekt v Berlíně (v roce 1929 zde projektoval Obytný soubor Siemensstadt), a současně cestoval po USA. Od roku 1929 až do roku 1956 působil jako viceprezident CIAM (Congés internationaux d´architecture moderne).
Z důvodu neustále se zvyšujícího vlivu nacistické strany emigroval roku 1934 do Anglie, kde spolu s Maxwellem Fryem založil soukromou kancelář v Londýně, a realizoval studentskou kolej v Impingtonu (Cambridgeshire, 1936).
V roce 1937 Walter Gropius přijal nabídku na práci profesora na přední americké univerzitě Harvard poblíž Bostonu, kde se zasloužil o modernizaci a reorganizaci výuky architektů. K jeho prvním stavbám ve Spojených státech patří dělnická sídliště (s M. Breurem), vytvořená v rámci zbrojního programu. Také se pokoušel spolu s K. Wachsmannem o velkovýrobu rodinných domků.
S Martinem Wagnerem a dalšími vytvořil roku 1942 velice zásadní nový urbanistický koncept – nové sídliště poblíž Bostonu pro 30 000 obyvatel bylo rozčleněno na několik menších okrsků (neighbourhoodů) s vlastními centry, všem pak bylo společné jedno středisko vyššího typu. Mezi jeho další projekty v době pobytu v USA patří: Chrám Oheb-Shalom (Baltimore, USA, 1957), správní budova PANAM (New York, 1958–1963), administrativní budova J. F. Kennedyho (Boston, 1961–66), nebo administrativa Tower-East (Cleveland, USA, 1968). Roku 1945 založil TAC (The Architects Collaborative), a 1948–1950 byl současně prezidentem CIAM.
Walter Gropius byl architektem pokrokového myšlení, byl proti individualismu – vyhledával spolupráci podobně smýšlejících, a také své pozdní práce po roce 1946 tvořil zejména v pracovní skupině. Během roku 1951 získal řadu ocenění a doktorátů po celém světě a o deset let později se zúčastnil výstavy „Čtyři velcí mistři“ (Gropius, Mies van der Rohe, Le Corbusier, Wright).
5. července 1969 zemřel v Bostonu ve Spojených státech amerických.

## Souvislost s Československem
Gropius přednášel 17. února 1922 v Liberci a též 4. července 1924 v Ústí nad Labem – zde v rámci „Druhého dne německých stavitelů“.